# Claudia Valdés
Claudia Valdés (La Habana, 21 de abril de 1988) es una actriz y productora cubana de cine, teatro y televisión.

## Carrera
Claudia comenzó su carrera artística cuando se presentó en un casting para la película Lejos de África (1995), coproducida entre España y Cuba. De ahí continuó trabajando desde muy pequeña en obras de teatro infantiles como Abrir caminos y programas de televisión como Yo quiero decir.
A la par que actuaba, Claudia continuó sus estudios y se graduó en la Escuela Nacional de Arte de Cuba en la especialidad de teatro. Allí conoció a Ana de Armas, con quien estudió en la misma aula y con la que actualmente mantiene una estrecha amistad, apoyando también a de Armas a través de sus redes sociales.
La película Los dioses rotos (2007) del director Ernesto Daranas le dio a ella una gran popularidad en Cuba y en Miami donde reside actualmente. Además, ella trabajo en películas como Mañana (2009) del director Pablo Trujillo y La edad de la peseta (2006), bajo la dirección de Pavel Giroud.
Claudia llegó a Estados Unidos en el 2008 a la edad de 20 años después de cruzar la frontera de Estados Unidos a través de México. Después de un duro comienzo, volvió a vincularse al medio artístico al debutar en el programa Pellízcame que estoy sonando presentado por Carlos Otero. También trabajo en Esta Noche Tu Night un show de variedades junto Alexis Valdés y Bayly, un programa de entrevistas.
Con Alexis Valdés también ha participado además en obras de teatro, como Oficialmente Gay, que durante dos años fue vista por más de 70,000 espectadores. Además, intervino en la telenovela Sangre en el diván, de Venevisión Internacional.
En el Micro Teatro de Miami participó en la obra Mujeres y Voyeurs.
En noviembre de 2023, hizo su debut como modelo en Miami en un evento patrocinado por la empresaria Mildred González y Drama Salon.

## Vida personal
Claudia mantiene una relación de pareja con Alexis Valdés desde 2011, con quien tiene una hija llamada Lucía.
Ella ha confesado que soñaba con trabajar en Hollywood, ya que es fiel admiradora de las actrices estadounidenses Betty Davis y Meryl Streep.
Sobre su amistad con Ana de Armas, Claudia dijo en una entrevista: "Ana de Armas, Ana Celia para nosotros, es una chica maravillosa, hermosa y muy humilde. Estudiamos juntas en la escuela de arte en la misma aula, compartimos muchas veces la misma ropa, y el tiempo que estuvo estudiando conmigo lo recuerdo muy especial, como a todos mis compañeros de aula. Anita siempre fue la más hermosa, nació para brillar. Pero aunque nazcas con mucho talento, mucha belleza, si no tienes el factor del enfoque, no vas a llegar a ningún lugar, y Ana siempre fue una testaruda, enfocada, y esa creo que es la clave de su éxito, el constante esfuerzo y el no conformarse nunca. Estoy muy orgullosa de ella".

## Filmografía
- 1995 Lejos de África (España-Cuba). Dir. Cecilia Bartolomé.
- 2006 La edad de la peseta Dir. Pavel Giroud.
- 2007 Los dioses rotos Dir. Ernesto Daranas.
- 2009 Mañana (Corto de ficción). Dir. Pablo Trujillo.
- 2018 Jazz Club Dir. Esteban Insausti